# Armina
Armina es un género de moluscos nudibranquios de la familia Arminidae.

Estas babosas marinas excavadoras se distribuyen por todos los océanos, tanto en aguas templadas de Noruega o Canadá, como en tropicales del Caribe o el mar de China.

## Especies
El Registro Mundial de Especies Marinas acepta las siguientes especies válidas en el género Armina:
| - Armina adami White, 1955 - Armina aoteana M. C. Miller & Willan, 1986 - Armina appendiculata Baba, 1949 - Armina babai (Tchang, 1934) - Armina ballesterosi Ortea, 1989 - Armina bayeri Marcus & Marcus, 1966 - Armina berghi (Thiele, 1925) - Armina bilamella Lin, 1981 - Armina californica (J. G. Cooper, 1863) - Armina capensis (Bergh, 1907) - Armina cara Marcus, 1971 - Armina carneola Lim & Chou, 1970 - Armina cinerea (Farran, 1905) - Armina comta (Bergh, 1880) - Armina cordellensis Gosliner & Behrens, 1996 - Armina cuvierii (d'Orbigny, 1837) - Armina cygnea (Bergh, 1876) - Armina elongata Ardila & Valdés, 2004 - Armina euchroa (Bergh, 1907) - Armina formosa (Kelaart, 1858) - Armina gilchristi White, 1955 - Armina grisea O'Donoghue, 1929 - Armina japonica (Eliot, 1913) - Armina joia Marcus & Marcus, 1966 - Armina juliana Ardila & Díaz, 2002 - Armina liouvillei Pruvot-Fol, 1953 | - Armina longicauda Lin, 1981 - Armina loveni (Bergh, 1866) - Armina maculata Rafinesque, 1814 - Armina magna Baba, 1955 - Armina major Baba, 1949 - Armina microdonta (Bergh, 1907) - Armina muelleri (Ihering, 1886) - Armina natalensis (Bergh, 1866) - Armina neapolitana (Delle Chiaje, 1824) - Armina papillata Baba, 1933 - Armina paucifoliata Baba, 1955 - Armina punctilopsis Lin, 1992 - Armina punctilucens (Bergh, 1874) - Armina punctulata Lin, 1990 - Armina quadrilateralis (Bergh, 1861) - Armina semperi (Bergh, 1866) - Armina serrata O'Donoghue, 1929 - Armina simoniana (Thiele, 1925) - Armina sinensis Lin, 1981 - Armina taeniolata (Bergh, 1866) - Armina tigrina Rafinesque, 1814 - Armina tricuspidata Thompson, Cattaneo & Wong, 1990 - Armina variolosa (Bergh, 1904) - Armina wattla Ev. Marcus & Er. Marcus, 1967 - Armina xandra Marcus & Marcus, 1966 |

Especies cuyo nombre ha dejado de ser aceptado por sinonimia:
- Armina abbotti Thompson, Cattaneo & Wong, 1990 aceptada como Armina wattla Ev. Marcus & Er. Marcus, 1967
- Armina columbiana O'Donoghue, 1924 aceptada como Armina californica (J. G. Cooper, 1863)
- Armina convolvula Lance, 1962 aceptada como Histiomena marginata (Ørsted in Mörch, 1859)
- Armina digueti Pruvot-Fol, 1956 aceptada como Armina californica (J. G. Cooper, 1863)
- Armina mulleri (Ihering, 1886) aceptada como Armina muelleri (Ihering, 1886)
- Armina paucidentata (O'Donoghue, 1932) aceptada como Pleurophyllidiella paucidentata O'Donoghue, 1932
- Armina vancouverensis (Bergh, 1876) aceptada como Armina californica (J. G. Cooper, 1863)

## Galería

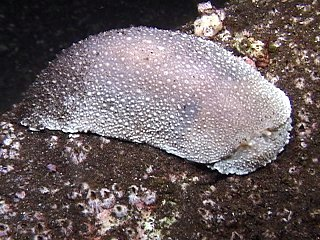
Armina babai
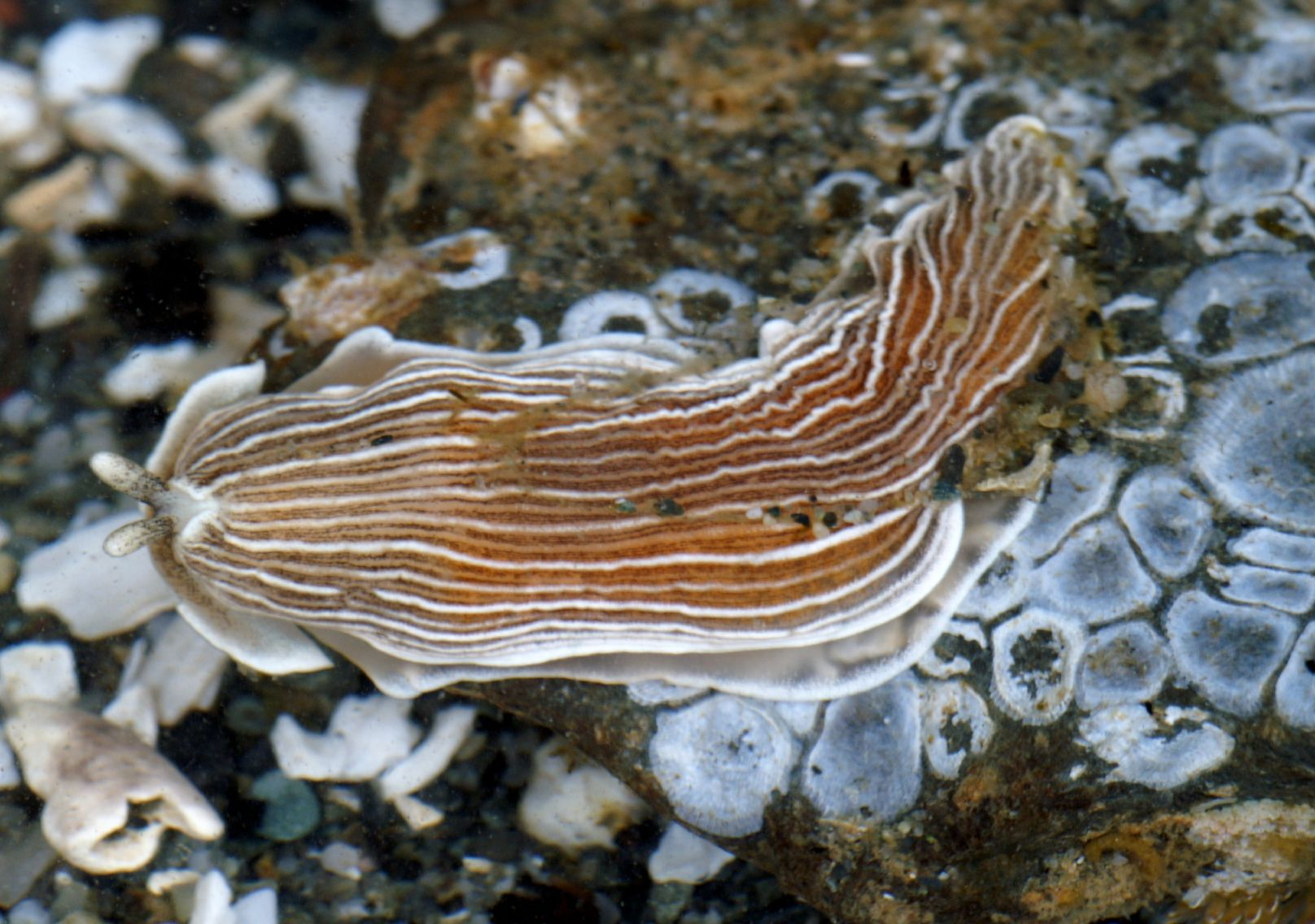
Armina californica
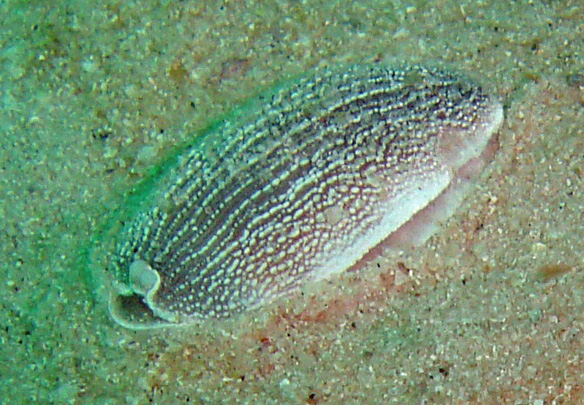
Armina gilchristi
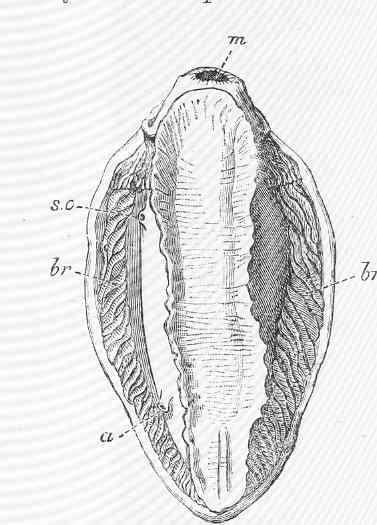
Armina lineata
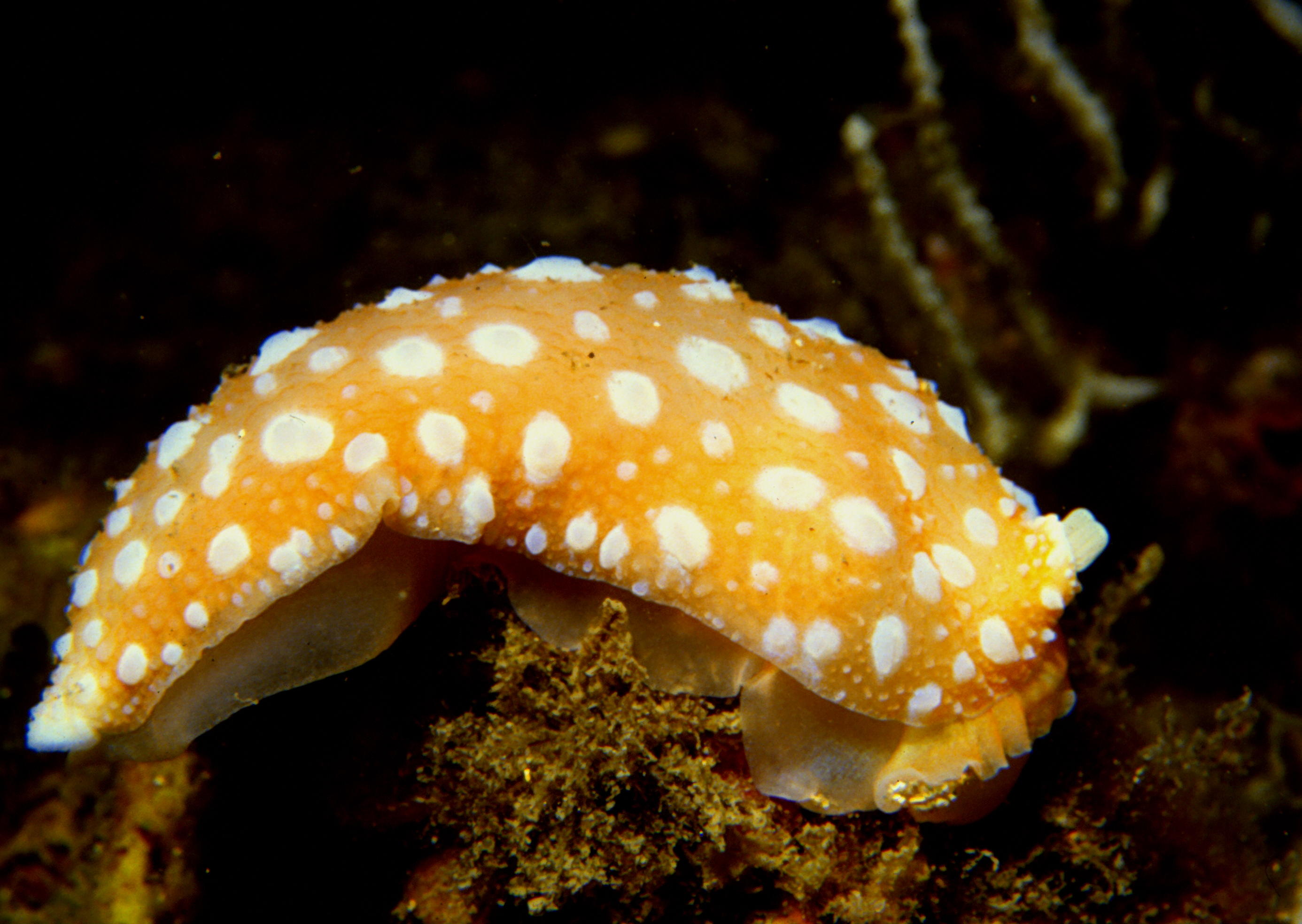
Armina maculata
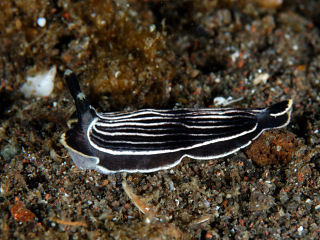
Armina major
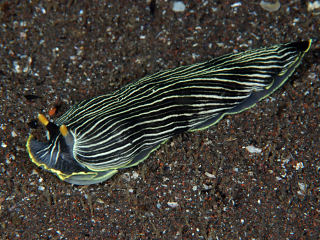
Armina magna
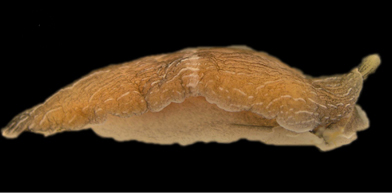
Armina neapolitana
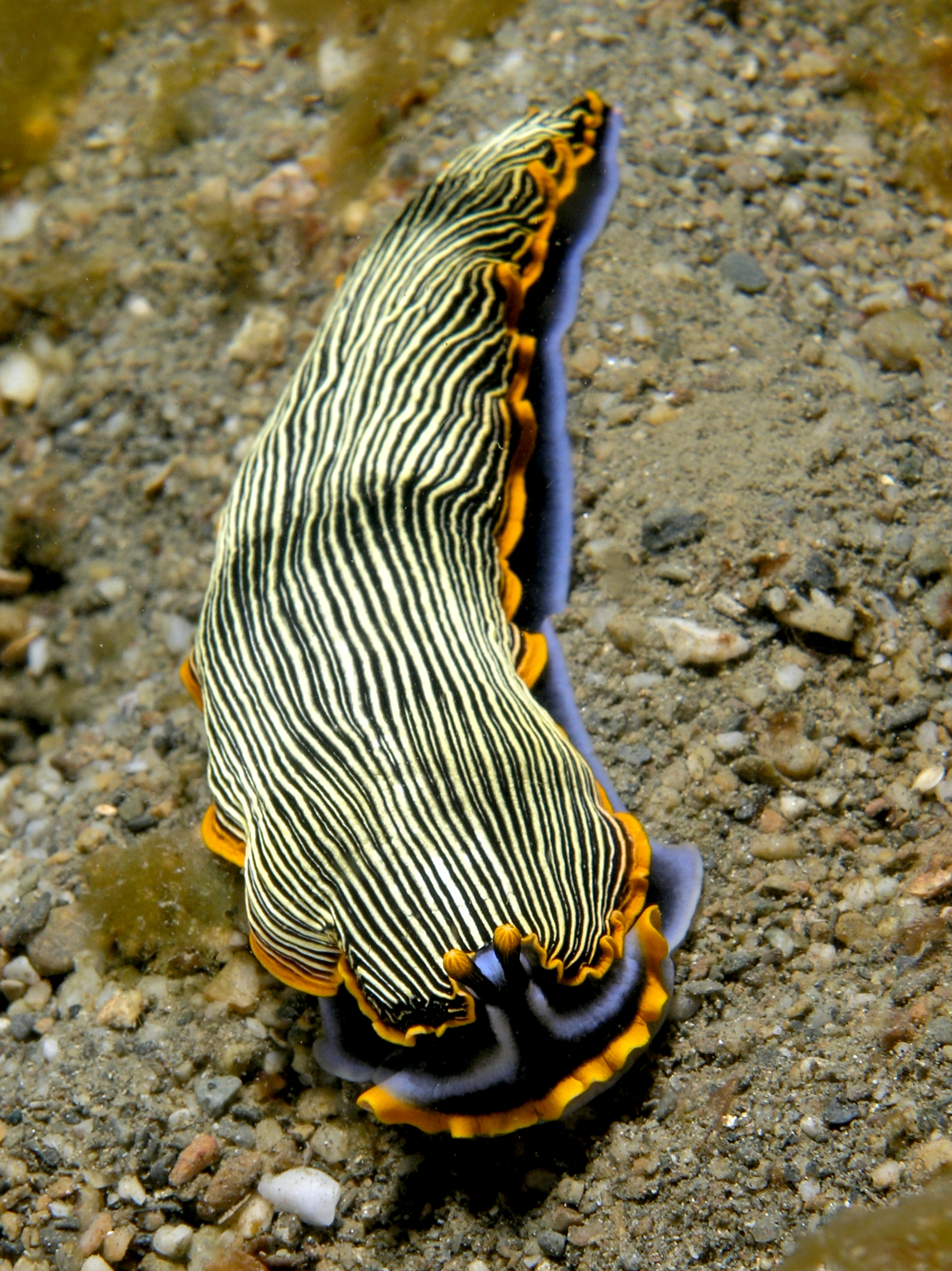
Armina semperi
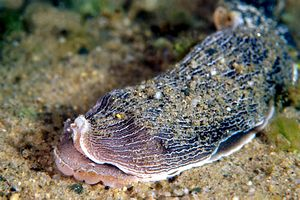
Armina tigrina

## Morfología

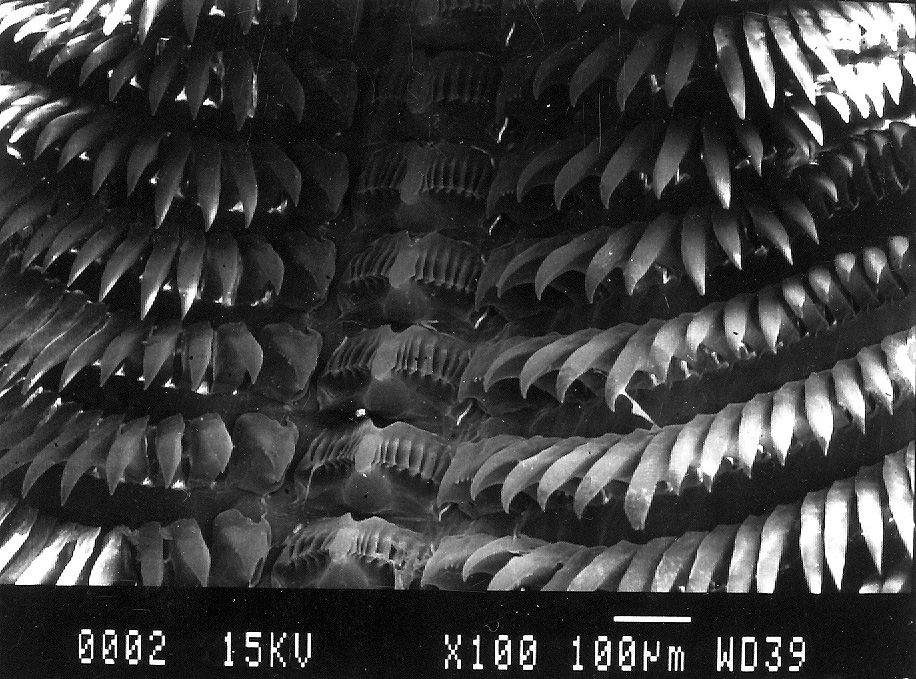
Imagen x100 de microscopio electrónico de la rádula de Armina maculata mostrando los dientes

El género se caracteriza por tener el cuerpo alargado y aplanado, estrechándose hacia la parte posterior; estrías o pústulas longitudinales sobre el notum, o manto; un distintivo velo oral; los rinóforos están muy juntos y son retráctiles; una carúncula frente a los rinóforos; posee dos tipos de lamelas bajo el manto: branquiales e hyponotales; la rádula tiene un amplio y denticulado diente raquídeo .

## Reproducción
Son ovíparos y hermafroditas simultáneos, que cuentan con órganos genitales femeninos y masculinos: receptáculo seminal, bursa copulatrix o vagina, próstata y pene. No obstante, no pueden autofertilizarse, por lo que necesitan copular con otro individuo para ello. La cópula puede ser unidireccional, entre dos individuos, o en grupo, formando cadenas o círculos en las que un mismo individuo ejerce de macho inseminando a otro ejemplar, mientras simultáneamente es inseminado por otro individuo diferente.

## Alimentación

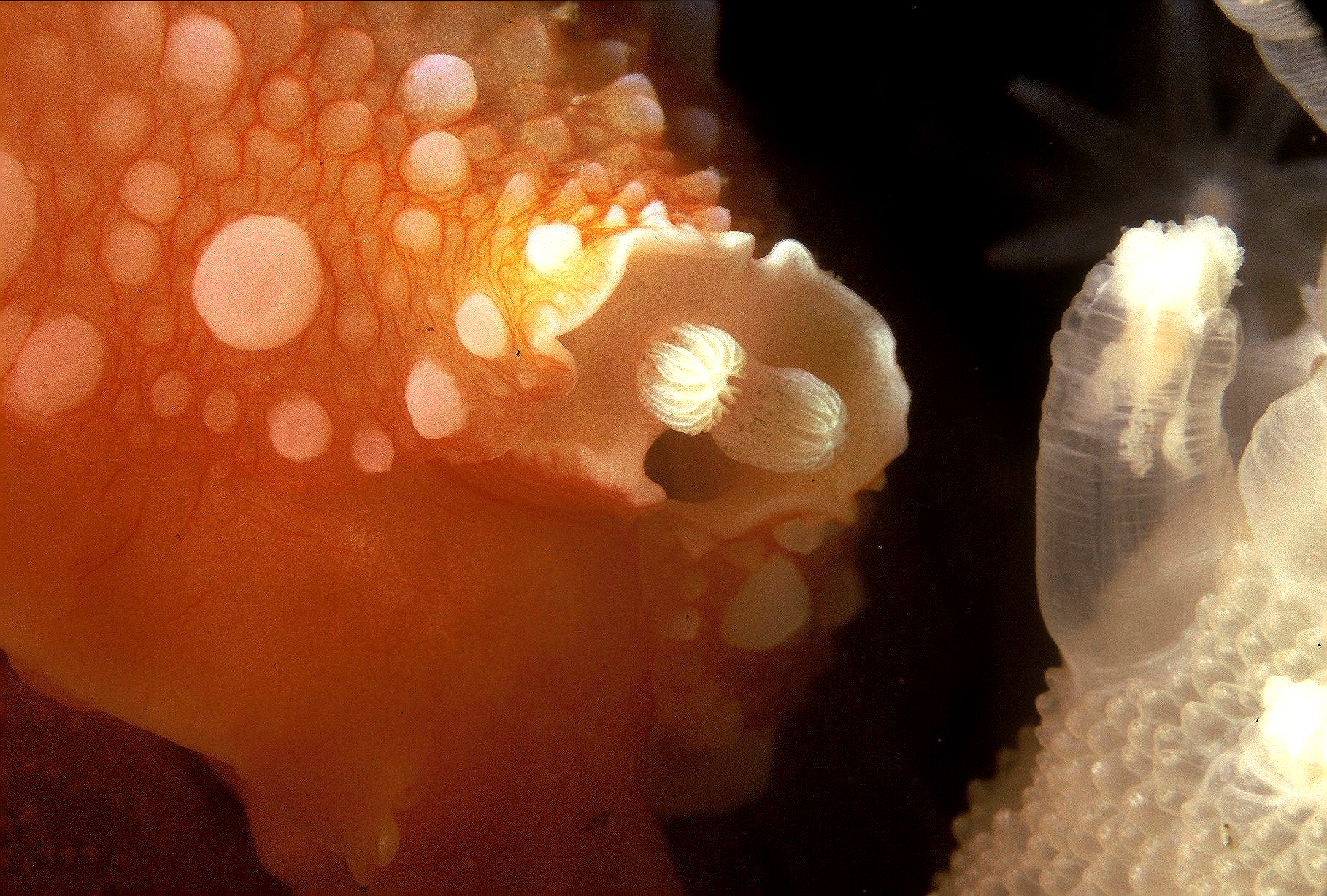
Armina maculata aproximándose a devorar un pólipo de Veretillum cynomorium

Son predadores carnívoros, alimentándose principalmente de plumas de mar, en especies como Veretillum cynomorium, Ptilosarcus gurneyi o  Renilla koellikeri, o corles blandos del género Dendronephthya. Suelen enterrarse en el sustrato durante el día, alimentándose por la noche, lo que supone un espectáculo en el caso de Renilla koellikeri, ya que emite destellos luminosos cada vez que recibe un mordisco de un espécimen de Armina.

## Hábitat y distribución
Estas pequeñas babosas marinas se distribuyen por los océanos Atlántico, incluidas las costas occidentales y orientales, y el mar Mediterráneo, Índico y Pacífico, desde las costas africanas hasta California, y al norte hasta Japón y Canadá.
Habitan aguas templadas y tropicales, en un rango de profundidad entre 0 y 2.834 m, y en un rango de temperatura entre 1.60 y 26.62 °C.